# Viaggio di ritorno
Viaggio di ritorno è il decimo album, e prima raccolta, del cantautore italiano Luca Barbarossa, pubblicato nel 2001.
All'interno del disco, che celebra i venti anni di carriera dell'artista romano, sono presenti tre brani inediti: Viaggio di ritorno, Zerosei e Nessuno come noi.

## Tracce
1. Viaggio di ritorno
2. Zerosei
3. Nessuno come noi
4. Musica e parole
5. Segnali di fumo
6. Ali di cartone
7. Il ragazzo con la chitarra
8. L'angelo custode
9. Cellai solo te
10. Le cose da salvare
11. Portami a ballare
12. Cuore d'acciaio
13. Al di là del muro
14. L'amore rubato
15. Yuppies
16. Roberto
17. Come dentro un film
18. Via Margutta
19. Roma spogliata